# La Bastide-de-Sérou
La Bastide-de-Sérou är en kommun i departementet Ariège i regionen Occitanien i södra Frankrike. Kommunen ligger  i kantonen La Bastide-de-Sérou som ligger i arrondissementet Foix. År 2022 hade La Bastide-de-Sérou 972 invånare.

## Befolkningsutveckling
Antalet invånare i kommunen La Bastide-de-Sérou
Referens: INSEE